# Funérailles vikings

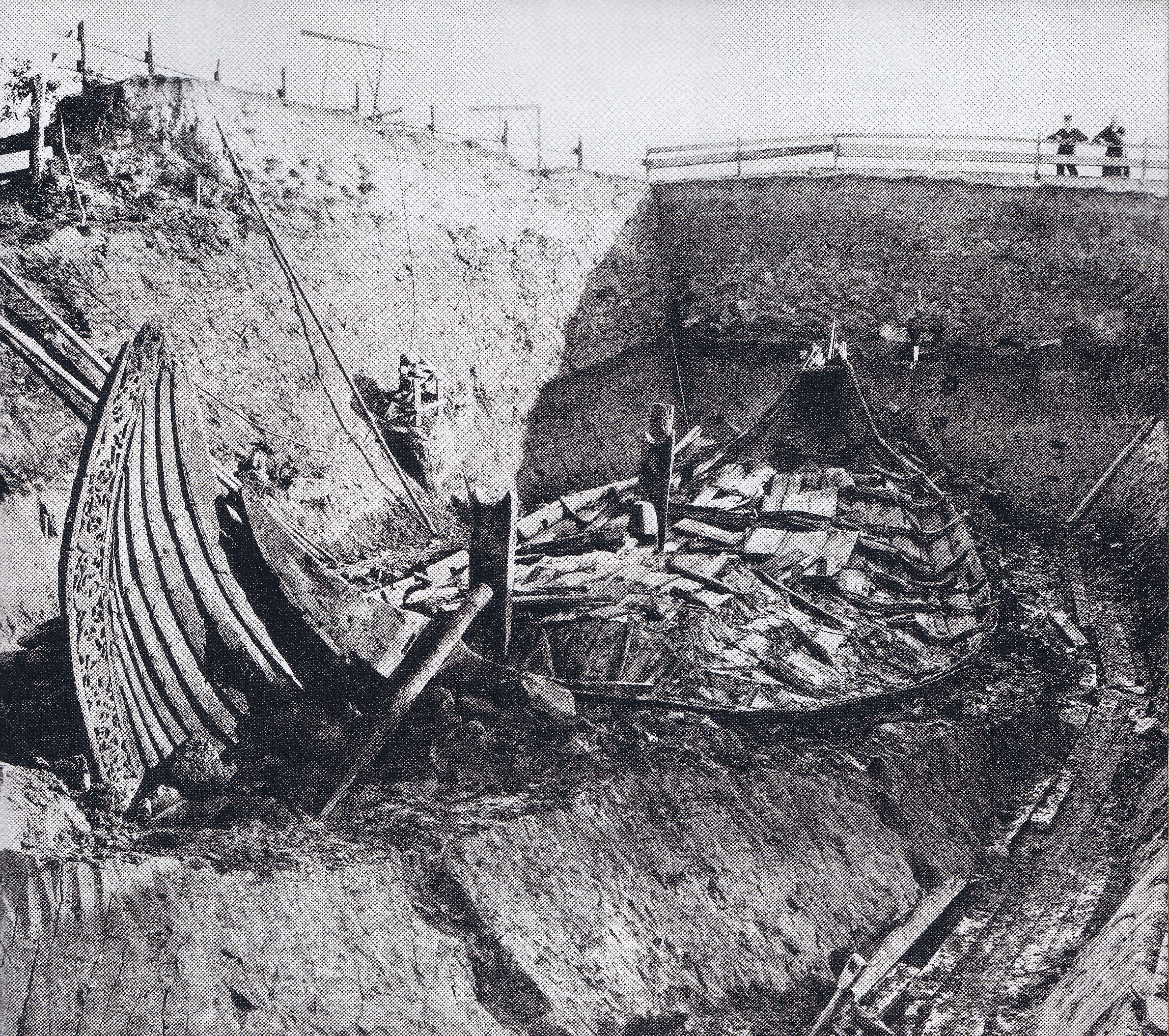
Photographie d'un bateau-tombe à Oseberg, en Norvège, lors de son dégagement pendant des fouilles archéologique, vers 1905.

Les funérailles vikings sont les rites pratiqués par les Vikings, peuple scandinave du Haut Moyen Âge à la suite de la mort d'un des leurs. Ces usages sont connus grâce aux recherches archéologiques et par les récits historiques comme les sagas islandaises, la poésie scaldique, ainsi que par le témoignage contemporain d'Ibn Fadlân.
Le patrimoine de la Scandinavie comporte de nombreux tumuli construits en l'honneur de rois et chefs vikings, ainsi que des pierres runiques et autres mémoriaux. Un des plus célèbres exemples est le cimetière viking de Lindholm Høje, au Danemark.
Un rite impliquait l'utilisation de bateau-tombe ; le défunt était placé dans un véritable bateau ou dans un bateau de pierre, accompagné de dépôts funéraires, voire d'esclaves sacrifiés, en accord avec son statut. L'ensemble était ensuite recouvert de terre et de pierre afin de créer un tumulus.

## Historique
Dès le VIe siècle, les chefs tribaux affichent leur prestige par des pratiques et rituels identifiés au travers des découvertes archéologiques. Ces pratiques varient en fonction de l'époque, de la région mais aussi du statut social. Les informations pour ceux qui n'appartiennent pas à l'aristocratie sont en conséquence particulièrement lacunaires car la pratique la plus courante est la crémation. Cependant, certaines tombes à crémation peuvent également comporter de nombreux objets en or et bijoux en bronze. Dans une tombe de Vejerslev, dans le Jutland, datant de l'an 600, on retrouve également une forme de bateau de pierre tracée au sol avec des blocs de pierre sur une longueur de 90m.
Ces bateaux-tombes sont principalement construits au VIe siècle, cependant l'île de Bornholm abrite une grande quantité de tombes de ce type allant du Ier siècle av. J.-C. jusqu'au milieu du IVe siècle. La plus ancienne se trouve sur l'île de Valderøya. Les tombes scandinaves les plus fastueuses sont majoritairement en Norvège et en Suède. Le cimetière de Borre regroupe neuf tertres funéraires datés de l'an 600 à 900 et présenté dans le Ynglingatal comme la nécropole des Ynglingar. En suède, à proximité immédiate du Lac Mälar, les sites funéraires de Birka et Hovgården et celui de Valsgärde datent du VIe siècle au XIe siècle tandis que les quatorze tombes de Vendel datent du VIe siècle au VIIIe siècle et donnent leur nom à l'Âge de Vendel.

## Mobilier funéraire
La coutume était de laisser du mobilier funéraire avec le défunt, que ce soit un homme ou une femme, et même lorsque le mort était brûlé sur un bûcher. Un homme viking pouvait être enterré avec un aimé, ou avec un thrall (serviteur), qui étaient enterrés vivants avec le défunt ou brûlés vifs sur le bûcher. Le rite devait être suivi correctement afin que le défunt retrouve dans l'Au-delà le statut qu'il avait de son vivant, et afin que son fantôme n'erre pas éternellement sur Terre. 
Une tombe habituelle pour un thrall n'était rien d'autre qu'un trou dans le sol. Il était probablement enterré ainsi afin qu'il n'aille pas hanter ses maîtres, mais également afin qu'il puisse servir ses maîtres une fois morts. Des esclaves étaient parfois sacrifiés pour servir à nouveau dans l'Au-delà. Un homme libre était souvent enterré avec des armes et équipements de chevalerie. Un artisan, comme un forgeron, pouvait être enterré avec l'ensemble de ses outils, les femmes avec leurs bijoux et souvent avec leurs ustensiles domestiques. Une des tombes les plus somptueuses découvertes est le bateau d'Oseberg, où un bateau entier a servi de sarcophage pour une femme, probablement une reine ou une prêtresse ayant vécu au IXe siècle,.

## Monuments funéraires
Les funérailles vikings pouvaient représenter une dépense considérable, toutefois la construction d'un tumulus et les dépôts funéraires n'étaient pas considérés comme superflus. En plus de servir à honorer le défunt, le tumulus était un monument attestant de la position sociale de ses descendants. Les clans vikings pouvaient faire valoir leur puissance grâce à leurs nécropoles monumentales. Par exemple, le cimetière de Borre dans le comté de Vestfold en Norvège est associé à la dynastie royale des Ynglingar, et présente de larges tumuli recouvrant des bateaux de pierre.
À Jelling, au Danemark, on trouve le plus grand mémorial funéraire viking, construit par Harald à la dent bleue en l'honneur de ses parents et de lui-même. Un seul des deux tumuli contient une chambre, mais avec les deux pierres de Jelling et l'église, elles attestent de l'importance du rituel funéraire pendant l'ère païenne et aux premiers temps après la christianisation.
Nous connaissons trois vastes nécropoles en Scandinavie, utilisées par toute une communauté. À Birka, en Suède, à Hedeby au Danemark, ainsi que Lindholm Høje. Les tombes de Lindholm Høje présentent une grande variation de tailles et formes. On y trouve des bateaux de pierre, et des tombes alternativement triangulaires, quadrangulaires et circulaires. De telles nécropoles étaient utilisées par plusieurs générations, et étaient rattachées à des villages entiers.

## Rituels
La signification des différents rituels et pratiques funéraires de l'âge des vikings reste actuellement mal connue et varie fortement d'une région à l'autre. La dualité entre le Valhalla et le domaine de Hel émane des eddas qui sont très tardives et influencées par la christianisation en cours et se rattachent à la notion de paradis et d'enfer, délaissant les autres mondes prévus par la mythologie nordique pour accueillir les défunts. L'archéologie présente une grande variété de sépultures présentant des rituels de crémation, d'inhumation, avec ou sans chambre funéraire, avec ou sans cercueil, avec ou sans tumulus. Dans l'Heimskringla, Snorri Sturluson fait part de plusieurs types de pratiques funéraires nordiques : crémation, pierres runiques et tertres funéraires.

### Tumulus
La dendrochronologie et la datation au carbone 14 des différents tumuli présents en Scandinavie font remonter cette pratique à l'Âge du bronze et à l'Âge du fer, soit plus tardivement que ce que Snorri Sturluson décrivait au XIIIe siècle : 
« La coutume était alors d'incinérer tous les morts et d'élever des pierres à leur mémoire. Après que Freyr eut été enterré sous un tertre à Upsal, nombreux furent les chefs qui érigèrent aussi bien des tertres que des pierres en souvenir de leurs proches. »
La coutume consistait en réalité à inhumer les morts à proximité des sites d'habitats. En Suède, la construction de chambres funéraires se développe au Xe siècle. Contrairement à ce que l'historien médiéval indique, le recours à la crémation n'y est pas systématique, mais reste majoritaire. Elle est par exemple très rare en Islande ou au Groenland. La présence d'un tumulus correspond à l'affichage d'un rang social.
Ces tumulus sont dans certains cas réutilisés ultérieurement, à l'âge des Vikings, pour y accueillir de nouvelles sépultures reprenant le rituel des tombes à bateau.

### Crémation
Il était coutume de brûler le corps du défunt, avec le mobilier funéraire, sur un bûcher. La température pouvait s'élever jusqu'à 1400 degrés Celsius, et ainsi tout ce qui restait de la crémation étaient quelques fragments de mobilier et d'os incinérés. Le bûcher était construit de sorte qu'il créerait une fumée massive et dense afin d'élever le défunt vers l'Au-delà.
La Saga des Ynglingar, texte évhémériste rédigé au XIIIe siècle, raconte :

« Odin prescrivit ainsi d'incinérer tous les morts et de transporter leurs biens sur le bûcher. Il déclara que chacun arriverait à la Valhalle avec les richesses qui avaient été placées à ses côtés sur le bûcher, et qu'il jouirait aussi des trésors qu'il aurait lui-même enfouis dans la terre. Il enjoignit de disperser les cendres en mer ou de les enterrer, mais aussi d'édifier un tertre à la mémoire des personnages éminents et de dresser des pierres commémoratives pour tous les hommes qui s'étaient montrés dignes de ce nom, coutume qui s'est maintenue longtemps par la suite. »

— Saga des Ynglingar, chapitre 8.

### Bateau-tombe
L'utilisation d'un bateau comme tombe, ou la présence d'un motif de bateau comme par exemple dans la disposition des pierres d'Anundshög, est un rituel qui adjoint aux funérailles un sacrifice important puisque le bateau est un objet coûteux. Certaines tombes, comme celle d'Oseberg sont particulièrement riches. Ces bateaux-tombes se retrouvent ensuite enfouis sous un monticule de terre. Ce mode d'inhumation semble être plus courant durant l'âge des vikings et réparti dans toute la Scandinavie comme c'est le cas à Tune, Gokstad ou Ladby. La tombe d’Oseberg, excavée en 1904, révèle un navire viking conservé, contenant les restes de deux femmes de haut rang, accompagnées de richesses impressionnantes, dont des tapisseries, des sculptures en bois et des objets domestiques. La sépulture de Gokstad, quant à elle, abrite un navire plus grand, où des armes et des objets divers témoignent de la richesse et du pouvoir du défunt.
Dans certains cas, le navire et le corps sont enterrés après avoir été incinérés. On retrouve également des cendres et ossements placés dans une urne sous une épaisse couche de charbon provenant d'un bateau dont ne persistent que les rivets et clous. Cependant, l'image populaire du vaisseau mis à feu en mer qui est décrit dans le mythe du dieu Baldr ne semble pas correspondre à l'usage puisque les navires funéraires découverts à ce jour ne quittent pas la terre et se retrouvent sous un tumulus. La pratique s'estompe cependant au Xe siècle et disparait complètement au XIe siècle au profit de l'inhumation selon les rites chrétiens.
Une description détaillée d'un sacrifice humain par une völva est due au diplomate arabe Ahmad ibn Fadlan qui raconte une de ses missions auprès des Bulgares de la Volga en 921 : au cours des funérailles d'un chef varègue, une esclave se sacrifie pour être inhumée avec son maître. Après dix jours de festivités, elle est poignardée par une prêtresse (le diplomate arabe l'appelle Ange de la mort) puis son corps est incinéré avec celui de son maître dans un navire. Cependant, ce récit pourrait mêler tradition scandinave des bateaux-tombes et tradition de culture slave de sacrifice d'un esclave.
Les sépultures navales reflètent les croyances religieuses et les pratiques rituelles des Vikings. L'enterrement dans un navire symbolise la transition vers l'au-delà et le voyage que le défunt doit entreprendre après la mort. Les Vikings croient fermement que les navires sont essentiels pour naviguer dans les rivières et les mers de l'autre monde. Ainsi, les objets placés dans la sépulture accompagnent le défunt dans sa nouvelle vie et témoignent de son statut dans la société.
Les rituels entourant ces sépultures impliquent souvent des cérémonies publiques, où la communauté se réunit pour honorer le défunt. Des feux de joie, des festins et des sacrifices sont parfois réalisés en l'honneur du mort, soulignant l'importance du culte des ancêtres dans la culture viking. Ces pratiques démontrent également le lien entre le monde des vivants et celui des morts, illustrant la manière dont les Vikings perpétuent la mémoire de leurs ancêtres.